# 존 레논 피살 사건
비틀즈의 멤버인 존 레논은 1980년 12월 8일에 미국 뉴욕에서 살해되었다. 레논은 이날 당시 살고 있던 뉴욕의 주택 다코타 빌딩의 입구에서 마크 채프먼에게 사살되었다. 레논은 아내 요코 오노와 함께 레코드 플랜트 스튜디오에서 막 귀가한 참이였다. 레논은 세인트 루크스 루즈벨트 병원으로 이송되었지만 이미 사망한 상태라고 선고되었다. 향년 40세. 지역 뉴스가 레논의 죽음을 보도하는 즉시 병원과 다코타 빌딩 앞에 사람들이 모여들기 시작했다. 레논은 1980년 12월 10일 뉴욕주 웨스트체스터 군의 펀클리프 묘지에서 화장되어, 그의 유해가 요코에게 건내졌지만 그녀는 그의 장례식을 진행하지 않기로 하였다. 미국에서 최초로 레논의 죽음을 보도한 언론 매체는 ABC의 내셔널 풋볼 리그 (NFL) 중계 프로그램 《먼데이 나이트 풋볼》로, 해설자는 하워드 코셀이었다.

## 경위

### 1980년 12월 8일

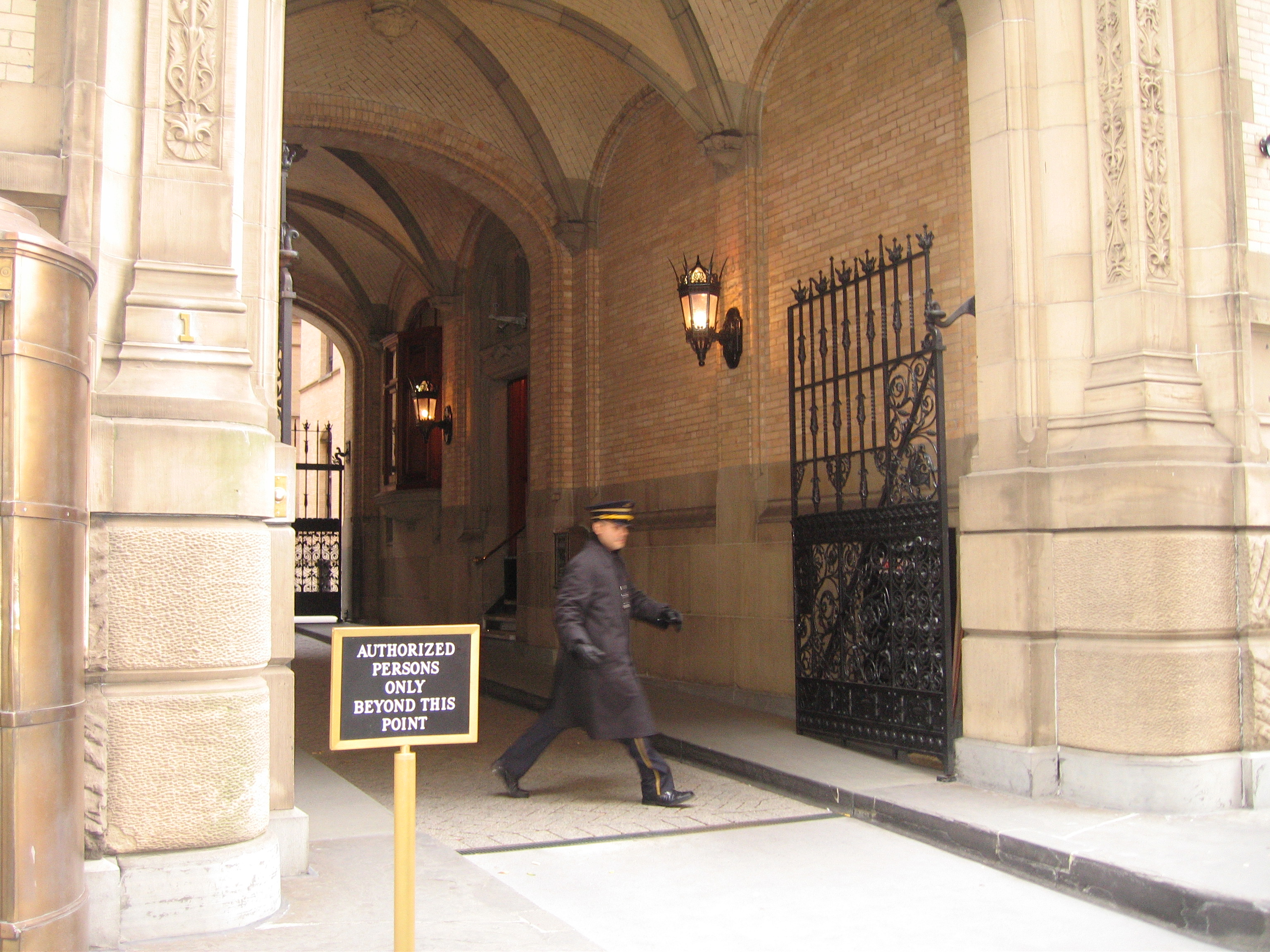
레논이 로비에서 쓰러지기 전에 올라간 계단을 보여주는 다코타 아치의 측면도

사진 작가 애니 리보비츠가 잡지 〈롤링 스톤〉에 대한 사진 촬영을 위해 레논의 자택을 방문했다. 리보비츠는 원래 레논만 촬영하려고 했다. 리보비츠는 "요코의 사진이 표지에 실리는 것을 아무도 원하지 않았다."고 말했다. 그러나 레논이 자신과 아내가 함께 표지에 실리는 것을 강하게 주장했기 때문에 리보비츠는 요코와 함께 사진이 잡지의 표지가 될 것을 약속했다. 촬영이 끝난 오후 3시 30분에 리보비츠는 다코타 빌딩을 나왔다. 사진 촬영 후, 레논은 RKO 라디오 네트워크의 음악 프로그램에서 방송될 예정인 샌프란시스코의 DJ 데이브 숄린과의 인터뷰에 응했지만 이것이 레논의 마지막 인터뷰가 되었다. 오후 5시 40분경 영접 리무진이 늦게 도착하였고, 존과 요코는 "Walking on Thin Ice"의 믹싱 작업을 위해 레코드 플랜트 스튜디오로 향했다.

### 마크 채프먼
레논과 요코가 RKO 라디오 네트워크의 직원과 함께 리무진으로 향하는 길에 사인을 요구하는 몇 사람이 다가왔다. 그 중에 마크 채프먼이 있었다. 다코타 빌딩 밖에서 팬들이 레논을 기다리고 사인을 요구하는 일은 자주 있던 일이였다. 하와이 호놀룰루에서 온 25세의 경비원 채프먼은 그해 10월에도 레논을 살해하기 위해 뉴욕을 방문했지만 (앨범 Double Fantasy 발매 이전) 그때는 변심으로 귀향했다. 채프먼이 레논에게 Double Fantasy를 말없이 건네 레논이 사인하였다. 앨범에 사인을 마친 레논이 "이게 당신이 원하는 것이죠?" (Is this all you want?)라고 묻자 채프먼은 웃는 얼굴로 고개를 끄덕였다. 사진 작가이자 레논의 팬인 폴 고레시가 그 순간을 사진에 담았다. 채프먼은 그날 아침부터 다코타 빌딩 밖에서 존을 기다리고 있었으며, 오후에는 베이비 시터 헬렌 시먼과 함께 귀가한 아들 숀 (5세)도 같이 있었다. 레논 부부는 오후 10시 50분 무렵 다코타 빌딩에 돌아올 때까지 몇 시간을 레코드 플랜트 스튜디오에서 보냈다. 존은 저녁 식사를 외부에서 하는 것을 취소하고 아들에게 밤 인사를 하기 위해 일단 다코타 빌딩으로 들어왔으며, 요코와 함께 근처의 레스토랑 스테이지 델리로 향하기로 했다. 레넌은 자신을 만나기 위해 긴 시간 기다리는 팬에게는 누구나 사인과 사진 촬영에 응했다.